# Allium lusitanicum
Allium lusitanicum là một loài thực vật có hoa trong họ Amaryllidaceae. Loài này được Lam. mô tả khoa học đầu tiên năm 1783.

## Hình ảnh

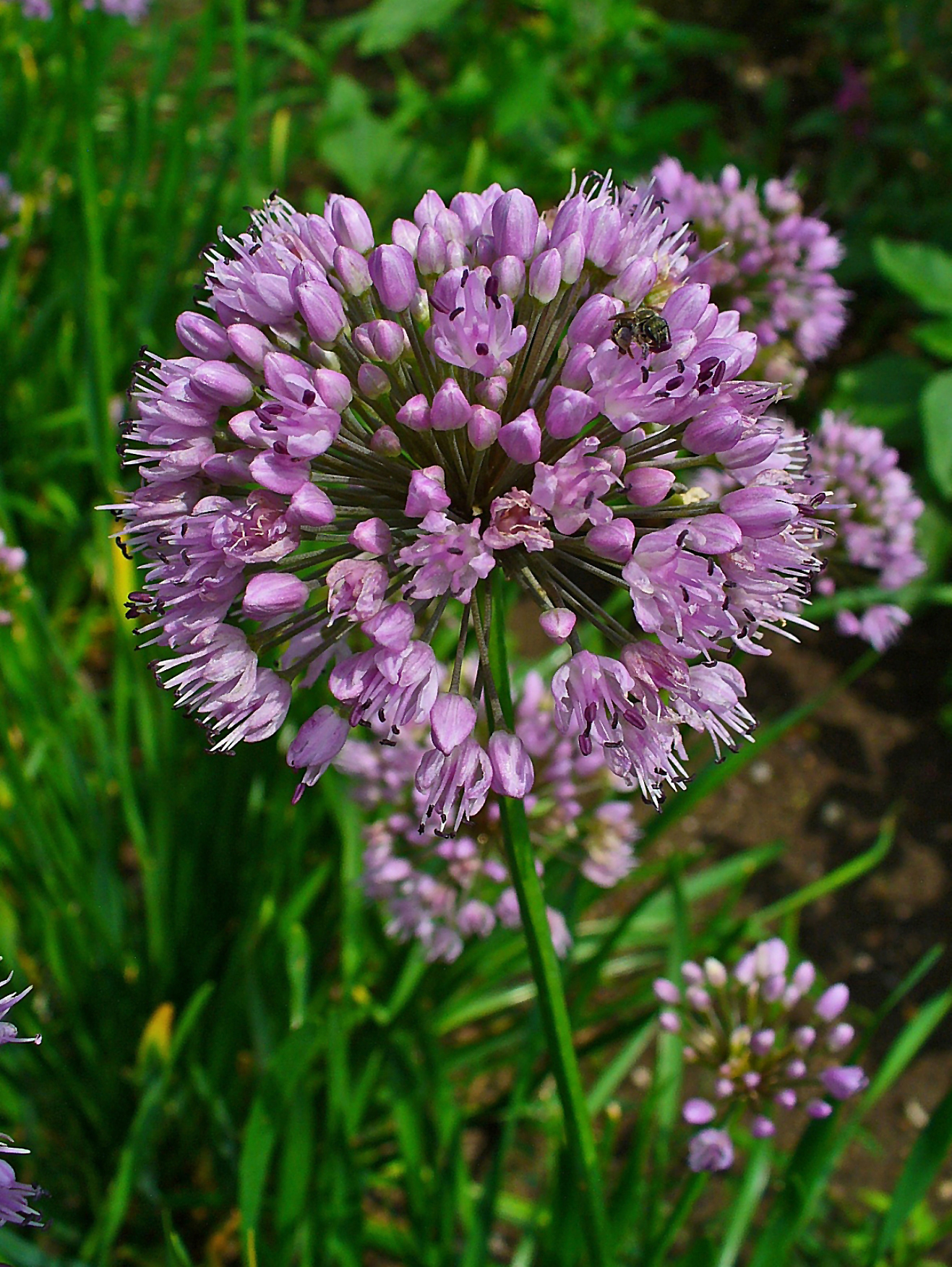
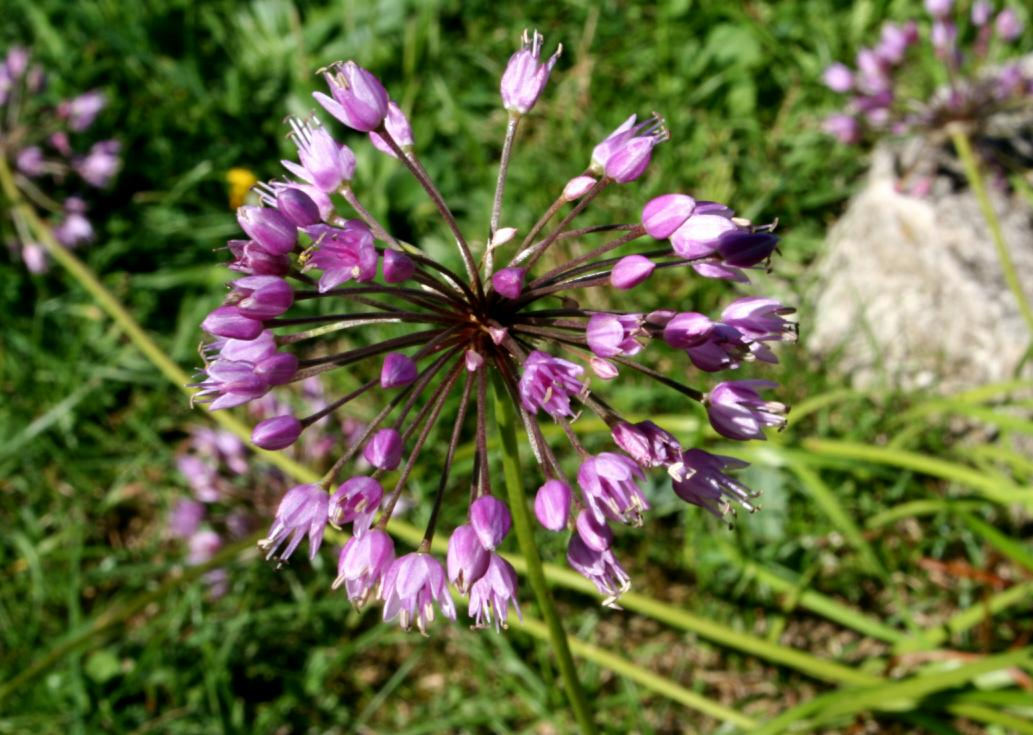
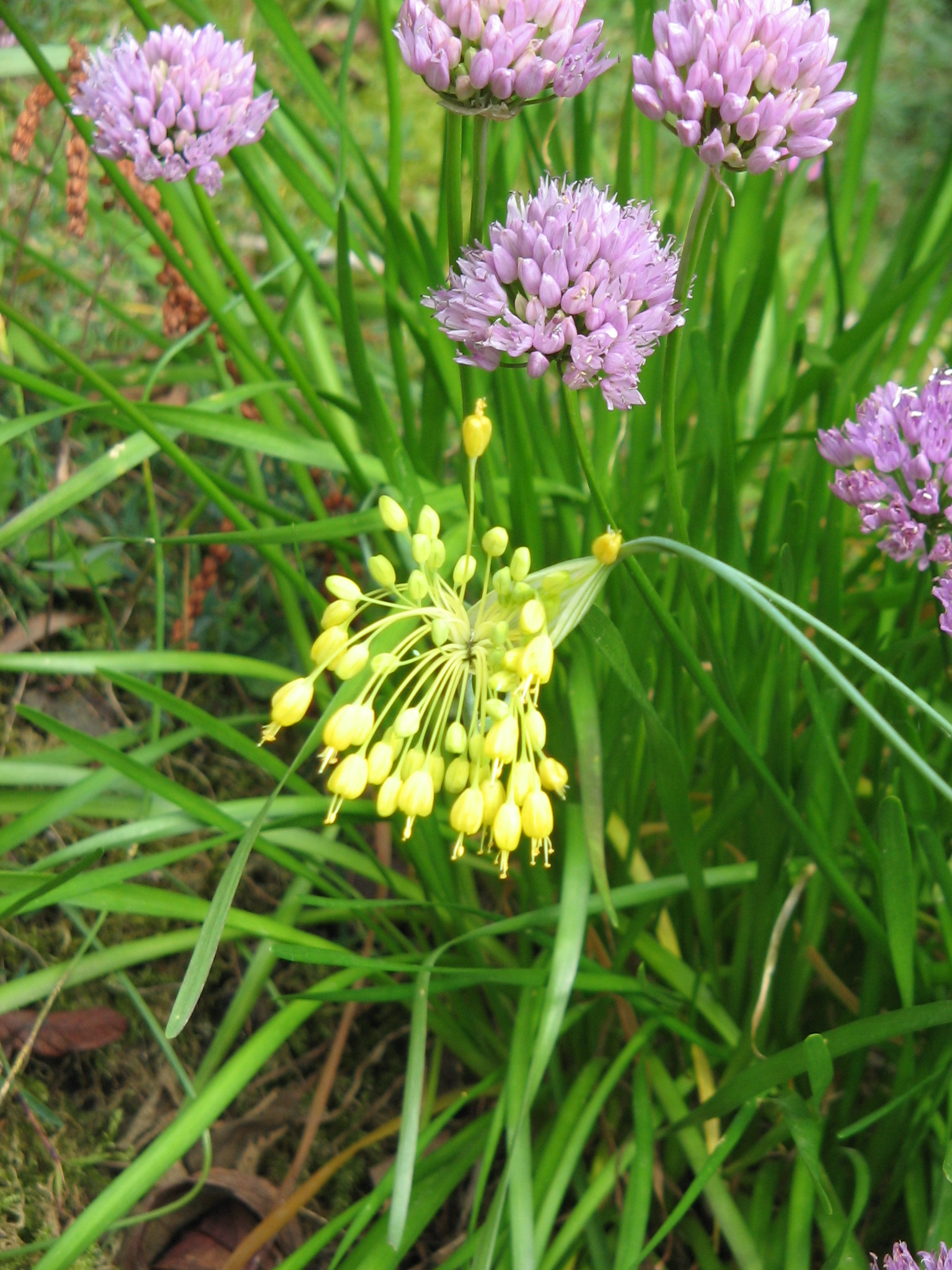
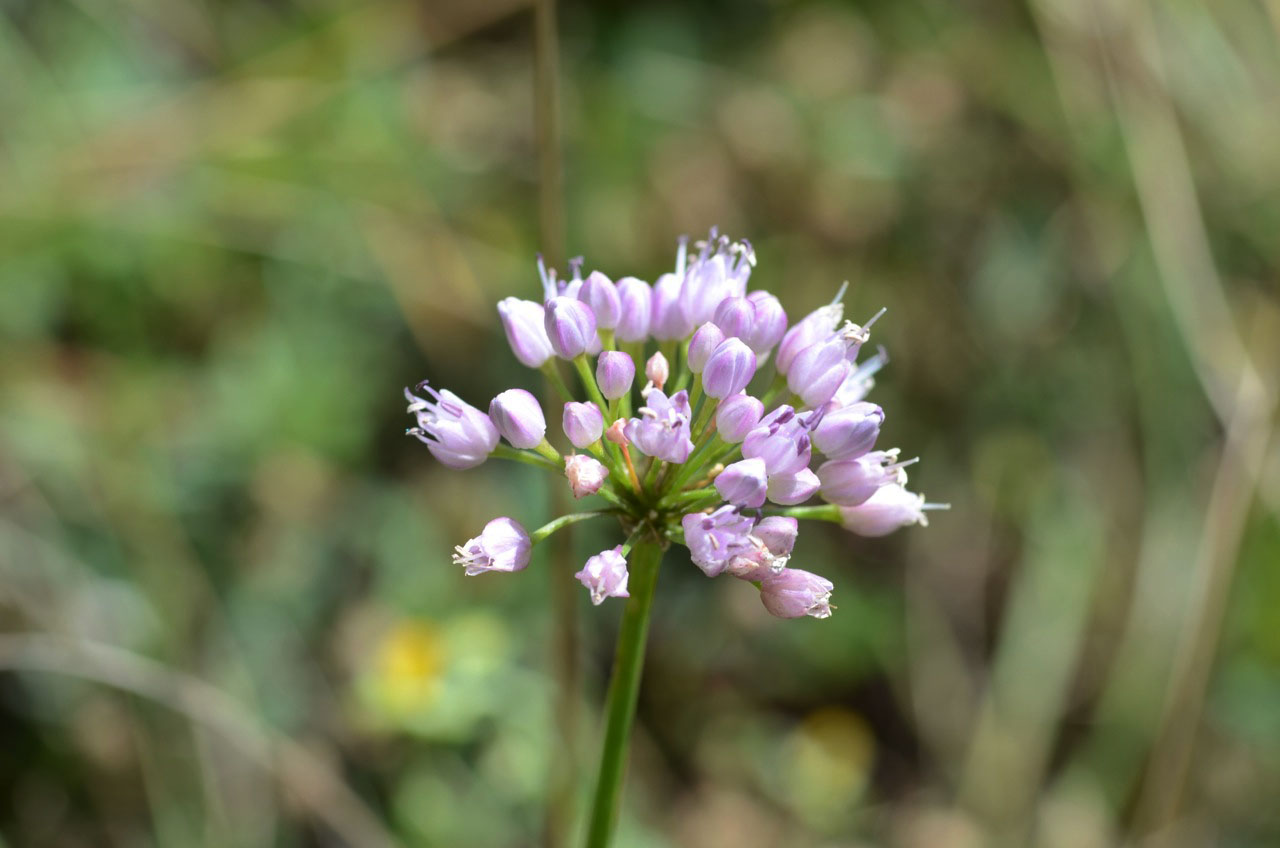